# Цорци, Франческо
Франческо Цорци по прозвищу Маркезотто (итал. Francesco Zorzi; 1337 — 1388) — маркиз Бодоницы с 1358.

## Биография
Сын маркизы Бодоницы Гульельмы Паллавичини (ум. 1358) и её второго мужа венецианского дворянина Никколо I Цорци (ум. 1354).
После развода родителей воспитывался матерью и в 1354 году стал её соправителем, что позволило нормализовать отношения с Вененцией.
После смерти короля Сицилии Федериго II (1377) поддержал Марию Сицилийскую в её борьбе с Педро IV Арагонским. В этой борьбе Педро IV вышел победителем, но Франческо Цорци смог наладить с ним хорошие отношения. Весь период его правления проходил мирно, без участия в военных действиях.
В 1387 году, когда власть в Афинском герцогстве захватил Нерио Аччаюоли, маркграф Бодоницы смог избавиться от вассальной зависимости и стал суверенным правителем.
В 1388 году Франческо Цорци умер.

## Брак и дети
Жена — Ефрозина Соммарипа. Дети:
- Джакомо Цорци (убит в 1410), маркиз Бодоницы.
- Никколо Цорци (ум. 1436), триарх Эвбеи, с 1416 маркиз Бодоницы.
- дочь, жена князя Сербии Стефана Дука (1358—1397), сына Симеона Уроша (1324/26 — 1369/72), деспота Эпира.